# Aquamacs
Aquamacsは、macOSのためのEmacsテキストエディタ。GNU Emacsに基づいており、現在はGNU Emacs バージョン25.3のブランチを基に開発が行われている。GNU Emacsは、macOSにおけるネイティブUIのサポートをバージョン23からCocoa APIを用いて行っているが、Aquamacsは、Emacsの標準よりもmacOSの標準に従うようインターフェースに手が加えられている。
Aquamacsにおける変更点の中には、デフォルトで、異なったファイルバッファを表示するためにウィンドウにタブが表示され、管理が行えるというものがある。キーバインディングはmacOSにおける標準的なもの（Command-Wでウィンドウを閉じる、Command-Sでファイルを保存する等）が利用可能である。標準の印刷ダイアログと機能には、EmacsのMetaキーと同様に、Macキーボードのオプションキーの効果的な利用の機能が加えられている。ウィンドウのスタイルは、自動的に表示されているバッファに応じているメジャーモードに合うように変更される。視覚的には、Aquamacsは、他のMacアプリケーションと同様のフォントやアイコンに準拠している。
Aquamacsは、GNU Emacsに統合開発環境を提供する拡張機能群のディストリビューションでもあり、LaTeX、Python、Java、Lisp、Objective Cの編集に対応するほか、RとSのためのEmacs Speaks Statisticsもサポートする。これらのパッケージは、エンドユーザーによる特別な設定なしにインストールされる。
Aquamacsは、Emacsと高い互換性を持つように設計されているため、GNU Emacsのための拡張機能パッケージがインストールできる。また、ユーザーは、AquamacsをEmacsのカスタマイズオプションで設定できるほか、GNU Emacsと同様の振る舞いをさせることも可能である。
現在のバージョンのAquamacsはWikipediaモードを含んでいる。これを用いると、Wikipediaや他のMediaWikiをベースとしたwikiのために文書を編集することができる。MediaWikiのパッケージは、GNU Emacsでもパッケージシステムから利用可能である。